# Ітон (Північна Кароліна)
Ітон (англ. Elon) — місто (англ. town) в США, в окрузі Аламанс штату Північна Кароліна. Населення — 11 336 осіб (2020).

## Географія
Ітон розташований за координатами 36°6′4″ пн. ш. 79°30′31″ зх. д. / 36.10111° пн. ш. 79.50861° зх. д. (36.101158, -79.508740). За даними Бюро перепису населення США в 2010 році місто мало площу 10,19 км², з яких 10,06 км² — суходіл та 0,13 км² — водойми.

## Демографія
Згідно з переписом 2010 року, у місті мешкало 9419 осіб у 2794 домогосподарствах у складі 1357 родин. Густота населення становила 925 осіб/км². Було 3063 помешкання (301/км²).
Расовий склад населення:
| - 86,7 % — білих - 8,5 % — чорних або афроамериканців - 2,0 % — азіатів - 0,1 % — корінних американців - 1,1 % — осіб інших рас |

До двох чи більше рас належало 1,6 %. Частка іспаномовних становила 2,6 % від усіх жителів.
За віковим діапазоном населення розподілялося таким чином: 10,5 % — особи молодші 18 років, 73,1 % — особи у віці 18—64 років, 16,4 % — особи у віці 65 років та старші. Медіана віку мешканця становила 21,8 року. На 100 осіб жіночої статі у місті припадало 77,1 чоловіків; на 100 жінок у віці від 18 років та старших — 75,0 чоловіків також старших 18 років.
Середній дохід на одне домашнє господарство становив 70 919 доларів США (медіана — 44 484), а середній дохід на одну сім'ю — 106 452 долари (медіана — 90 469). Медіана доходів становила 63 452 долари для чоловіків та 39 699 доларів для жінок. За межею бідності перебувало 17,1 % осіб, у тому числі 0,0 % дітей у віці до 18 років та 3,9 % осіб у віці 65 років та старших.
Цивільне працевлаштоване населення становило 3212 осіб. Основні галузі зайнятості: освіта, охорона здоров'я та соціальна допомога — 28,5 %, мистецтво, розваги та відпочинок — 15,9 %, роздрібна торгівля — 15,5 %.